# David Smith (żeglarz)
David James Smith (ur. 31 października 1925 w Salem, zm. 8 marca 2014 w Peabody) – amerykański żeglarz sportowy, złoty medalista igrzysk olimpijskich w 1960 w Rzymie.

## Kariera sportowa
Zwyciężył w klasie 5,5 m na  igrzyskach olimpijskich w 1960 w Rzymie. Sternikiem zwycięskiego jachtu Minotaur był George O’Day, a trzecim członkiem załogi James Hunt.
Smith służył podczas II wojny światowej w United States Navy. Później ukończył studia na University of Massachusetts. Był prezesem spółki Fife and Drum, Inc. wytwarzającej odzież dla żeglarzy jachtowych.